# Richard Köhler
Richard Köhler (ur. 12 stycznia 1916, zm. 26 listopada 1948 w Landsberg am Lech) – niemiecki zbrodniarz nazistowski, członek załogi niemieckiego obozu koncentracyjnego Buchenwald i SS-Unterscharführer. 
W buchenwaldzkim kompleksie obozowym pełnił służbę od listopada 1944 do początków kwietnia 1945. Początkowo należał do Kommando 99, a od stycznia 1945 kierował komandem więźniarskim w podobozie Ohrdruf. Znęcał się w okrutny sposób nad podległymi mu więźniami na każdym kroku. Köhler pełnił również funkcję strażnika podczas ewakuacji obozu do Flossenbürga, która rozpoczęła się 8 kwietnia 1945. Zastrzelił wówczas od 8 do 12 więźniów niezdolnych do dalszego marszu. 
Został skazany na karę śmierci przez powieszenie w procesie załogi Buchenwaldu (US vs. Josias Prince Zu Waldeck i inni) przez amerykański Trybunał Wojskowy w Dachau i stracony 26 listopada 1948 w więzieniu w Landsbergu.